# Остров Франкенштейна
«Остров Франкенштейна» (англ. Frankenstein Island)  — американский независимый научно-фантастический фильм ужасов 1981 года. Режиссёром, продюсером, сценаристом, музыкальным режиссёром и монтажёром выступил Джерри Уоррен. Лента повествует о группе воздухоплавателей, оказавшихся на острове, где их пленяет женщина — правнучка доктора Франкенштейна, которая годами похищает потерпевших кораблекрушение моряков и превращает их в зомби.

## Сюжет
Воздушный шар падает на затерянный не нанесённый на карту остров. Четверо воздухоплавателей и их собака Мелвин попадают в плен к паре пьяных старых пиратов, которые доставляют их в лабораторию на вершине холма, где живёт правнучка доктора Франкенштейна, Шейла, которая продолжает семейную традицию, превращая потерпевших кораблекрушение моряков в запрограммированных бескровных зомби в чёрном, которые должны носить солнцезащитные очки, чтобы уберечь свои страшные белые глаза от света.
Выяснив, что один из новоприбывших — доктор, пышногрудая седовласая Шейла «промывает ему мозги», уговаривая помочь ей спасти своего прикованного к постели 200-летнего мужа доктора Ван Хельсинга. Для этого она предполагает использовать кровь одного из своих узников (постоянно цитирующего Эдгара По) и нежные тела девушек-амазонок из местного племени. Доктор Пол Хэдли с удивлением узнаёт от Шейлы, что они являются потомками высокоразвитых инопланетян, которые когда-то использовали скалистый пустынный остров в качестве своего секретного места высадки на Землю.
Дух предка Шейлы всегда витает рядом, направляя из Великого Запределья все тайные энергии, которые помогают его правнучке с экспериментами.

## В ролях
В порядке перечисления в титрах
- Роберт Кларк[англ.] — доктор Пол Хэдли
- Стив Броуди — Джокко, пират
- Кэмерон Митчелл — Клэй Джейсон, узник Шейлы Франкенштейн, капитан корабля
- Роберт Кристофер — Марк Эден
- Тэйн Бодкин — Кёртис Райан
- Патрик О’Нил — Дино
- Эндрю Дагган[англ.] — Полковник
- Джон Кэррадайн — дух доктора Франкенштейна
- Кэтрин Виктор[англ.] — Шейла Франкенштейн фон Хельсинг (его правнучка)
- Дж. Дж. Митчелл — доктор Ван Хельсинг (её муж)
- Дана Норбек — девушка из джунглей[англ.]
- Лорел Джонсон — девушка из джунглей
- Ричард Бэнкс — Ангус
- Джеймс Уэбб — Монстр
- Марла Коннер — девушка из джунглей
- Донна Грин — девушка из джунглей
- Вик Шнайдер
- Мелвин — в роли самого себя (пёс Мелвин)

В связи с небольшим бюджетом, примерно две трети из актёров и актрис этого фильма почти или совершенно неизвестны зрителю, никакой известности они не приобрели.

## Производство и показ
В интервью писателю Тому Уиверу Джерри Уоррен сказал, что между съёмками «Дикого мира женщины — летучей мыши» (1966) и «Острова Франкенштейна» он жил на своем ранчо в течение пятнадцати лет, поскольку потерял интерес к кинобизнесу. Встретившись с Кэтрин Виктор в 1981 году, Уоррен узнал, что малобюджетные ленты ужасов снова в моде, и решил снять новую картину, хотя, как он сказал, за эти 15 лет он даже не смотрел ни одного фильма.
Уоррен сам написал сценарий и партитуру под псевдонимами Жак Лакатье и Эрих Бромберг соответственно. «Остров Франкенштейна», в принципе, был такой же историей, что и его гораздо более ранний фильм «Подростки-зомби» (1959), только с добавлением связи с известным первоисточником.
Позднее исполнитель главной роли, Роберт Кларк, сказал, что изначально он возлагал большие надежды на фильм, поскольку чувствовал, что у Уоррена «много энтузиазма, и он сможет многого добиться даже за те деньги, что есть. Но вскоре стало совершенно очевидно, что это не намного превзойдет то, чего достигли другие его работы, и по качеству не достигнет ни „Планеты Икс“, ни „Временно́го барьера“, ни даже „Солнечного монстра“».
Премьера «Острова…» состоялась 27 ноября 1981 года в городе Кокомо (штат Индиана). 17 ноября 1994 года фильм официально был выпущен в России (на видеокассетах).
Позднее Уоррен признал, что его «Остров…» вышел недостаточно хорошим, чтобы конкурировать с современными фильмами. Через некоторое время после премьеры он снял телевизионную версию этого фильма, в которой был использован новый материал, включавший сцены со взрывами и другими спецэффектами, а также вырезанные фрагменты кинофильма.

## Восприятие и критика
- Rotten Tomatoes. «Вот некоторые из элементов фильма: зомби-охранники, управляемые мысленно, которые одеты как Унабомбер; вампиры, созданные с помощью волшебных вил; пещерные девушки — инопланетянки-гибриды, которые курят бонги с черепами; гигантские овощи и мужской реслинг…»[5]
- Джек Зинк, Fort Lauderdale News[англ.]. «„Остров Франкенштейна“ отвратителен… Джон Кэррадайн, и Эндрю Дагган[англ.] достаточно драматично демонстрируют свой возраст, чтобы указать, что эта киноплёнка не так хороша, как запечатлённые на ней изображения… Уоррен[англ.] был халтурщиком и принадлежал к создателям дешёвых фильмов эпохи 1950-х, которые ничуть не изменили своей тактики… Культисты могут получить удовольствие от расследования, чтобы определить, достаточно ли ужасен „Остров Франкенштейна“, чтобы войти в число худших фильмов всех времён…»
- Питер Дендл. «… нелепая мешанина случайных элементов, любовно перемешанных в бурду кинематографического безумия…»[6]
- Каветт Бинион, AllMovie. «Этот вопиюще плохой фильм знаменует собой не слишком славное возвращение продюсера-режиссёра Джерри Уоррена, бесстыдного поставщика таких кинематографических мерзостей, как „Подростки-зомби“… Сюжетная линия сумасшедшего лоскутного одеяла не поддается никакому рациональному объяснению… Очень вероятно, что Уоррен и сам понятия не имел, о чем его фильм, поэтому зрителям не стоит тратить драгоценное время, пытаясь разобраться в этом»[7].
- В 2012 году комедийное трио «Съёмочная группа[англ.]» (Билл Корбетт[англ.], Кевин Мёрфи[англ.] и Майкл Нельсон[англ.]) создали юмористический фильм Rifftrax: Frankenstein Island, распространённый через RiffTrax[англ.][8].